# Ledinska ivica
Ledinska ivica (trava svetog Roka, pčelnjak, podtrnka, podtrnkica, lat. Ajuga genevensis), trajnica iz porodice medićevki. Rasprostranjena je po Europi (uključujući Hrvatsku), Maloj Aziji i Kavkazu, a uvezena je i u Sjevernu Ameriku.
Stabljika je vitka i uspravna ili povijena, listovi nasuprotni i ovalni, a prizemni skupljeni u rozetu. Cvjetovi su dvospolni; plod je jajasti kalavac. Voli sunčana i suha mjesta u brdskim i planinskim područjima. Uzgaja se i kao ukrasna biljka. Ima nekoliko kultivara: “Alba”, “Rosea”, “Jumbo”, “Robustum”, “Pink Surprise”.
- A. genevensis
- A. genevensis
- A. genevensis
- A. genevensis